# Bower Award for Business Leadership
Der Bower Award for Business Leadership ist eine seit 1990 jährliche Auszeichnung des Franklin Institute für Manager und Unternehmer, die herausragende Führungsqualitäten in der US-amerikanischen Industrie und Geschäftswelt zeigten und dabei hohen ethischen Standards folgten. Er wurde aus einem Nachlass von dem Chemie-Unternehmer Henry Bower, Enkel eines Preisträgers des Franklin Institute, gestiftet.
Es gibt auch einen Bower Award and Prize for Achievement in Science.

## Preisträger
- 1990 James Edward Burke
- 1991 David Todd Kearns
- 1992 Arnold O. Beckman
- 1993 Bob Galvin
- 1994 nicht vergeben
- 1995 Joan Ganz Cooney
- 1996 David Packard
- 1997 George B. Rathmann
- 1998 John Diebel
- 1999 P. Roy Vagelos
- 2000 William J. Rutter
- 2001 Irwin Mark Jacobs
- 2002 Gordon E. Moore
- 2003 Herbert D. Kelleher
- 2004 Raymond V. Damadian
- 2005 Alejandro Zaffaroni
- 2006 Ted Turner
- 2007 Norman Augustine
- 2008 Frederick W. Smith
- 2009 T. Boone Pickens
- 2010 Bill Gates
- 2011 Fred Kavli
- 2012 John Chambers
- 2013 Michael S. Dell
- 2014 William W. George
- 2015 Jon M. Huntsman Senior
- 2016 Patrick Soon-Shiong
- 2017 Alan Mulally
- 2018 Anne M. Mulcahy
- 2019 Indra K. Nooyi
- 2020 nicht vergeben
- 2021 Arthur D. Levinson
- 2022 Stéphane Bancel, Albert Bourla, Alex Gorsky
- 2023 Kenneth C. Frazier
- 2024 Lisa Su
- 2025 James Dimon